# Atributo sísmico
Un atributo sísmico es una transformación muestra a muestra de datos sísmicos. Los atributos pueden ser calculados tanto a partir de datos sísmicos pre o post apilamiento (stack o post-stack) como antes o después de realizar migración. El procedimiento es el mismo en todos estos casos. Se los puede clasificar de muchas formas y varios autores han dado sus propias clasificaciones.